# Alysha Burnett
Alysha Burnett (* 4. Januar 1997 in Wahroonga) ist eine australische Siebenkämpferin und Hochspringerin.

## Sportliche Laufbahn
Ihren ersten Wettkampf bei internationalen Meisterschaften bestritt Alysha Burnett 2013 bei den Jugendweltmeisterschaften in Donezk, bei denen sie im Siebenkampf mit 5505 Punkten den fünften Platz belegte. 2016 erreichte sie bei den U20-Weltmeisterschaften in Bydgoszcz mit 5416 Punkten Rang 15 und im Jahr darauf gewann sie bei der Sommer-Universiade in Taipeh mit 5835 Punkten die Silbermedaille hinter der Österreicherin Verena Preiner. 2018 wurde sie bei den Commonwealth Games im heimischen Gold Coast mit 5628 Punkten Neunte. 2019 gewann sie bei den Ozeanienmeisterschaften in Townsville mit übersprungenen 1,86 m die Silbermedaille im Hochsprung hinter der Neuseeländerin Josephine Reeves. Zudem musste sie den Siebenkampf am ersten Tag beenden. Daraufhin nahm sie erneut an den Studentenweltspielen in Neapel teil und belegte dort mit einer Höhe von 1,88 m Rang vier.
2017 wurde Burnett australische Meisterin im Siebenkampf. Sie absolvierte ein Studium der Sportwissenschaften an der Australian Catholic University.

## Persönliche Bestzeiten
- Hochsprung: 1,91 m, 12. Januar 2019 in Canberra
- Siebenkampf: 5835 Punkte, 27. August 2017 in Taipeh